# Achatinella decora
С см тъй до до дж гхътъъ6ихддйхдгхдлглфкхйбф

## Разпространение
Този вид е бил ендемичен за хавайския остров Оаху.